# Fedia Damianov
Fedia Damianov (Vidin, 14 de agosto de 1950) es un deportista búlgaro que compitió en piragüismo en la modalidad de aguas tranquilas.
Participó en los Juegos Olímpicos de Múnich 1972, obteniendo una medalla de bronce en la prueba de C2 1000 m. Ganó dos medallas de bronce en el Campeonato Mundial de Piragüismo de 1971.

## Palmarés internacional
| Juegos Olímpicos   | Juegos Olímpicos      | Juegos Olímpicos  | Juegos Olímpicos |
| Año                | Lugar                 | Medalla           | Evento           |
| ------------------ | --------------------- | ----------------- | ---------------- |
| 1972               | Múnich (RFA)          | Medalla de bronce | C2 1000 m        |
| Campeonato Mundial |                       |                   |                  |
| Año                | Lugar                 | Medalla           | Evento           |
| 1971               | Belgrado (Yugoslavia) | Medalla de bronce | C2 500 m         |
| 1971               | Belgrado (Yugoslavia) | Medalla de bronce | C2 1000 m        |